# بدون یخ (فیلم)
بدون یخ  (به انگلیسی: Unfrosted) یک فیلم کمدی آمریکایی محصول سال ۲۰۲۴ به کارگردانی جری سینفلد از فیلمنامه‌ای است که او با آن همکاری کرد.با تیم نویسندگی خود متشکل از اسپایک فرستن، بری ماردر و اندی رابین نوشت. ساینفلد و فرستن نیز از طریق شرکت تولیدی خود کلمب ۸۱ در کنار بو باومن به عنوان تهیه کننده فیلم مشغول به کار هستند. در این فیلم گروهی از بازیگران شامل سینفلد، ملیسا مک کارتی، جیم گافیگان، مکس گرینفیلد، هیو گرانت و امی شومر بازی می‌کنند. کریستف بک موسیقی متن فیلم را ساخته است.  این فیلم بر اساس داستان واقعی ایجاد شیرینی های توستر پاپ تارت است.
این فیلم در ۳ می ۲۰۲۴ از طریق نتفلیکس در ایالات متحده منتشر شد.

## خلاصه داستان
داستان فیلم حول شخصیتی به نام باب کابانا می‌چرخد که نماینده‌ای فعال و جاه‌طلب از شرکت کلاگ است. او مأموریت دارد تا در رقابت شدید با شرکت پست، محصولی متفاوت، سریع، و قابل‌فروش برای صبحانه خلق کند؛ مفهومی که نهایتاً منجر به تولد پاپ‌تارت می‌شود. این ایده که ظاهراً از دل رقابت‌های بازاری بیرون آمده، بهانه‌ای برای خلق جهانی طنزآمیز و اغراق‌شده است که در آن همه چیز، از تصمیمات شرکتی گرفته تا روابط انسانی، در خدمت برندها و سودآوری قرار دارد. 

## فرض
در این «داستان جاه‌طلبی، خیانت، شکر و شیرده‌های تهدیدآمیز»، شرکت غلات کلاگ تلاش می‌کند تا با یک صبحانه انقلابی پاپ تارت رقیب خود را شکست دهد.  شیرینی در سال ۱۹۶۳ بتل کریک در میشیگان شکست دهد.

## بازیگران
- جری ساینفلد در نقش باب کابانا، کارمند کلاگ، به‌طور کلی بر اساس ویلیام پست همچنین صدای راویولی نوجوان
- ملیسا مک کارتی در نقش دونا استانکوفسکی، دانشمندی ناسا که به تیم کلوگ می‌پیوندد.
- جیم گافیگان به عنوان ادسل کلوگ ، رئیس کلوگ و رئیس باب
- مکس گرینفیلد در نقش ریک لودوین، کارمند پست
- هیو گرانت در نقش تورل ریونسکرافت، بازیگر شکسپیر در نقش تونی ببر
- امی شومر
- پیتر دینکلیج در نقش هری فرندلی، رهبر سندیکای شیر
- کریستین اسلیتر در نقش مایک دایموند، یک شیرفروش
- بیل بر در نقش جان اف کندی
- دن لوی در نقش اندی وارهول
- جیمز مارسدن در نقش جک لالان
- جک مک براییر در نقش استیو شرکت دوچرخه شوین
- توماس لنون در نقش هارولد فون براونهات
- بابی مونیهان در نقش آشپز بویاردی
- آدریان مارتینز در نقش تام کارول
- سارا کوپر در نقش پوپی نورثکات
- روز مایکی
- کایل
- درو تارور
- تونی هیل در نقش ادی مینک
- فلیکس سولیس در نقش ال سوکره
- ماریا باکالووا در نقش Rada Adzhubey
- دین نوریس در نقش نیکیتا خروشچف
- کایل دانیگان در نقش والتر کرنکایت و جانی کارسون
- سباستین مانیسکالکو در نقش چستر اسلینک
- بک بنت در نقش بارنی استاین
- سدریک سرگرم کننده در نقش استو اسمایلی
- فرد آرمیسن در نقش مایک پونتز * جان اسلاتری در نقش مرد آگهی شماره ۱
- جان هام
- در نقش دان دریپر از مردان دیوانه
- نانچرلا  در نقش پورویس پندلتون
- اندی دالی در نقش آیزایا لمب
- سارا برنز در نقش خانم شوین
- رونی چینگ در نقش چاک
- راشل هریس در نقش آنا کابانا
- سدریک یاربرو در نقش توکان سم
- پاتریک واربرتون در نقش تام ترانووا
- کن ناراساکی در نقش رالستون پورینا
- مایکل جوزف پیرس در نقش ژنرال میلز * باست زمستانی در نقش دبی کوچولو
- دارل هموند در نقش اد مک ماهون
- جسیکا سینفلد در نقش دانیل اسکلار

## تولید
در ژوئن ۲۰۲۱ اعلام شد که نتفلیکس حقوق این پروژه را به دست آورده است. جری ساینفلد کارگردانی، تهیه کنندگی، نویسندگی و بازی در این فیلم را بر عهده خواهد داشت، که بر اساس شوخی او درباره ایجاد پاپ تارت ساخته شده است. در ژوئن ۲۰۲۲، ملیسا مک کارتی، جیم گافیگان، امی شومر، هیو گرانت و جیمز مارسدن از جمله  جدیدترین اضافه‌شده‌ها به بازیگران. گرانت نوار تستی برای سینفلد فراهم کرد.  ، اولین باری بود که در بیش از ۳۰ سال این کار را انجام می داد.در ماه اوت، ماریا باکالووا برای یک حضور کوتاه اعلام شد. ماریا باکالووا به «سرزمین پریان» محصول سوفیا کاپولا و پاپ جری سینفلد می پیوندد  -عکس تارت
برای نتفلیکس اسلیت عناوین را از جیمی فاکس، کامرون دیاز، جنیفر لوپز، جری سینفلد و وودی دارکوب شمارش می کند.  تاریخ اکران «پلیس بورلی هیلز ۴ این محصول در فوریه ۲۰۲۲ برای فیلم در کالیفرنیا اعتبار مالیاتی اعطا کرد.

## موسیقی
کریستف بک موسیقی متن فیلم را ساخته است. مگان ترینر و جیمی فالون آهنگی را برای این فیلم به نام "گرمای شیرین صبح" ارائه کردند.

## رهایی
این فیلم برای اولین بار در تئاتر مصری گراومان در هالیوود در ۳۰ آوریل ۲۰۲۴ به نمایش درآمد. این فیلم در ۳ مه ۲۰۲۴ در نتفلیکس منتشر شد.

## پذیرایی
الگو:گوجه فرنگی این فیلم در متاکریتیک که از میانگین وزنی استفاده می‌کند، بر اساس نظر ۲۶ منتقدین امتیاز ۴۱ از ۱۰۰ را کسب کرده که نشان‌گر «نقدهای مختلط یا متوسط» است.